# Tasmanocypris dietmarkeyseri
Tasmanocypris dietmarkeyseri is een mosselkreeftjessoort uit de familie van de Candonidae. De wetenschappelijke naam van de soort is voor het eerst geldig gepubliceerd in 1979 door Hartmann.